# Nation (université)
Pour les articles homonymes, voir Nation (homonymie).

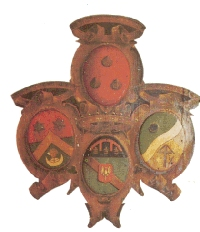
Blasons des nations à l'université de Bologne.

Dans l'organisation universitaire médiévale, une nation est l'ensemble des étudiants d'une même université qui sont natifs d'une même région regroupant certaines provinces ou diocèses ecclésiastiques et correspondant à des langues ou à des familles de langues.

## Exemple de nations dans les universités médiévales

### Université de Bologne
Les nations universitaires apparurent vers 1180 à l'université de Bologne. Celle-ci comprenait deux nations, les Cismontains (regroupant les sous-nations lombardes, toscanes et siciliennes) et les Ultramontains (regroupant treize sous-nations de la Chrétienté),. Cependant, chaque nation était subdivisée en sous-nations, respectivement 17 pour les citramontani et 14 pour les ultramontani[réf. nécessaire].

### Université de Paris

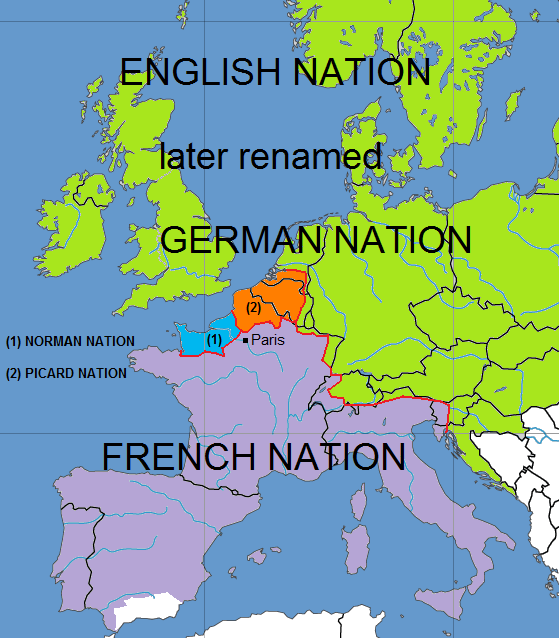
Les quatre nations de l'université de Paris.

La faculté des arts de l'université de Paris, qui correspond à l'enseignement secondaire français contemporain, ne forme pas un corps unique car elle est divisée en quatre nations, :
- La nation française (ou gallicane) regroupe les étudiants natifs des provinces de Bourges, de Sens, de Tours, de Reims et de Lyon, celles-ci pouvant inclure des diocèses étrangers au royaume de France comme Genève, Aoste ou Bâle.
- La nation normande groupe les étudiants natifs de Normandie, du Maine et de l'Anjou.
- La nation picarde comprend les étudiants natifs des diocèses du nord de la France, de la Flandre, de la Belgique et des Pays-Bas actuels.
- La nation anglaise (ou anglicane), qui se nommera par la suite nation allemande (ou germanique), comprend les étudiants nés dans les diocèses du Saint-Empire romain germanique et des îles Britanniques[4].

Chaque nation forme un corps distinct ayant son sceau, son procureur, élu parmi les docteurs et appelés régents, son censeur et son questeur. La faculté des arts est ainsi dirigée par un recteur et les quatre procureurs des nations. Très vite, le recteur devient la plus haute autorité de l'université tout entière. 
Plus tard, en 1688, sera constitué à Paris le Collège des Quatre-Nations à l'intention des étudiants originaires des provinces nouvellement réunies au royaume, c'est-à-dire d'Artois, d'Alsace, de Pignerol (aujourd'hui en Italie), et les Catalans du Roussillon et de la Cerdagne française.

### Université d'Orléans

Blason de l'université d'Orléans.

L'université d'Orléans a compté jusqu'à 10 nations : France, Lorraine, Germanie (ou Allemagne), Bourgogne, Champagne, Normandie, Picardie, Touraine, Écosse et Aquitaine. Mais le nombre est réduit à 4 en 1538 à la suite d'un arrêt du Parlement de Paris : les nations française, germanique, normande et picarde. L'inscription dans une des nations est obligatoire pour se présenter aux examens : un étudiant non enregistré peut se voir chassé de l'université et ses livres confisqués. Les peuples n'ayant pas de nation reconnue, comme les Espagnols et les Italiens, peuvent s’inscrire dans celle de leur choix.
La nation germanique, la plus nombreuse, célèbre en commun les fêtes et banquets, ainsi que les funérailles de ses membres, pour lesquelles elle dispose d'un drap mortuaire. La grande fête est celle de l'Épiphanie ou des « trois Rois », célébrée à l'ancienne abbaye Notre-Dame de Bonne-Nouvelle, actuellement préfecture de région à Orléans en commun avec les Écossais et les Lorrains.

### Université de Louvain
À l'université de Louvain, fondée en 1425, la faculté des arts était répartie en quatre nations, sur le modèle parisien : Brabantia, Gallia, Flandria et Hollandia. La nation de Flandre correspondait aux étudiant venant des comté de Flandre, comté du Hainaut et comté de Namur; la nation de France ou de Gaulle correspondait aux étudiants du royaume de France, des territoires qui y étaient soumis et du Cambrésis ainsi qu'à partir de 1448, du comté de Looz et de la principauté de Liège; la nation de Hollande était pour les étudiants du comté de Hollande, de Frise, de la principauté d'Utrecht ainsi que les étudiants anglais et scandinaves; pour finir la nation du brabant était pour les étudiants du duché de Brabant ainsi que tous les étudiants non repris dans les autres nations.

### Université d'Oxford
L'université d'Oxford, dans laquelle n'étudiaient guère que des étudiants venus des îles Britanniques, n'avait que deux nations reconnues : la Nation boréale, qui comprenait la province d'York et les Écossais, et l’australe, incluant la province de Cantorbéry, les Gallois et les Irlandais. Cette distinction disparaît dès 1274.

### Université de Leipzig
L'université de Leipzig comprenait également quatre nations : Nation saxonne, Nation de Misnie (marche de Misnie), Nation polonaise, Nation bavaroise.